# Hypoperigea
Hypoperigea is een geslacht van vlinders van de familie Uilen (Noctuidae).

## Soorten
- H. lunulata Holloway, 1979
- H. medionata Hampson, 1920
- H. medionota Hampson, 1920
- H. tonsa Guenée, 1852
- H. turpis Walker, 1857